# Колиш
Колиш или Кољш (алб. Kolsh) село је у округу Кукес, на сјевероистоку Албаније. Дио је Тедрине у области Љума.
Иван Јастребов је записао да је покрај села пролазио пут из хана код Везирова моста за Мирдитију, остављајуи село с лијеве стране, а рјечицу Калимач с десне стране. Тај пут је служио као граница Тедрине с Мализи (Црном Гором).